# Конкордат (банкротство)
Конкорда́т (от средневекового лат. concordatum — соглашение, от лат. concordo — нахожусь в согласии)  — одна из процедур, которая может применяться в случае несостоятельности компаний. Основная цель — восстановить платежеспособность должника и удовлетворить требования кредиторов без инициации процедуры банкротства и дальнейшей ликвидации компании.

## Общие положения
- При конкордате должник и кредиторы заключают предварительное соглашение, в котором указываются меры, направленные на восстановление платежеспособности должника, а также сроки и способы погашения задолженности перед кредиторами.
- Соглашение подлежит утверждению судом.
- Суд назначает лицо, которое содействует улучшению финансового положения должника или проводит независимый анализ эффективности действий должника, представляя суду отчет.

## Конкордат по странам

### Бельгия
Впервые введён Законом о судебном конкордате от 17 июля 1997 г. (Loi relative au concordat judiciaire). После утверждения соглашения должник сохраняет за собой полномочия по управлению и распоряжению имуществом. В помощь должнику, помимо прочего, при разработке плана санации назначается один или несколько администраторов (“commissaires au sursis”), которые отчитываются перед судьей. Перед принятием плана его должны одобрить заинтересованные кредиторы (если план затрагивает исполнение обязательств перед такими кредиторами). 
В настоящее время процедуры банкротства урегулированы положениями книги ХХ Кодекса хозяйственного права Бельгии. Применяется термин «мировое соглашение». 

### Турция
Процедура конкордата предусмотрена главой 12 Кодекса Турции о принудительном исполнении и банкротстве.
Обратиться с соответствующим заявлением вправе кредитор или должник. Должник по требованию суда должен предоставить перечень источников и план погашения долгов или уменьшения задолженности, информацию о возможности продажи активов. В случае принятия заявления производится отсрочка исполнения обязательств, арбитражный суд назначает комиссара по конкордату. Срок отсрочки составляет до 3 месяцев, но может быть продлён до 5 месяцев по заявлению сторон. За этот срок комиссару нужно проанализировать финансовое состояние должника, контролировать деятельность должника и подготовить проект конкордатного соглашения.
В случае, если комиссар признает заключение конкордата возможным и эффективным средством защиты интересов кредиторов и должника, он должен получить поддержку кредиторов. При нецелесообразности введения конкордата комиссар сообщает об этом суду, который может ввести процедуру банкротства.
Конкордатное соглашение подлежит утверждению арбитражным судом. Суд оценивает, будет ли процедура конкордата более эффективна, чем банкротство; финансовую способность исполнять условия соглашения; наличие голосов кредиторов; факт внесения денег на судебные расходы в кассу суда.

В случае решения о введении конкордата суд вправе назначить доверительного управляющего, который будет содействовать исполнению условий соглашения и периодически представлять суду отчёт о ходе процедуры.